# Mudoko dako
Un mudoko dako (aussi connu comme mudoko daka ou dano mulokere) est un homme efféminé qui est considéré par la société Langi comme étant d'un genre différent, mais ces personnes ont été principalement traitées comme des femmes chez les Langi en Ouganda. Les mudoko dako pourraient également être trouvés parmi les personnes Teso et Karamojan. La reconnaissance des mudoko dako peut être retracée avant le colonialisme en Afrique.
Les mudoko dako ont été considérê comme un « genre alternatif » et ont été en mesure de se marier avec des hommes, sans sanction sociale. Le mot, dako, dans la langue Lango signifie « femme ». Dans son ouvrage, The Lango: A Nilotic Tribe of Uganda (1923), l'anthropologue Jack Herbert Driberg décrit les personnes mudoko dako parmi les Langi. Driberg décrit comment des hommes, connus comme Jo Apele ou Jo Aboich, sont progressivement devenus des mudoko dako, s'habillant à la manière des femmes et prenant les rôles traditionnels des femmes. Driberg a même observé certaines personnes mudoko dako simulant la menstruation.